# Скот Бакула
Скот Бакула (на английски: Scott Stewart Bakula) е американски телевизионен актьор, известен с ролите си в телевизионните сериали „Quantum Leap“ и Стар Трек: Ентърпрайз.

## Биография
Скот Бакула е роден на 9 октомври 1954 г. в Сейнт Луис, Мисури. Завършва гимназия в Къркууд през 1973 г. Докато е в гимназията играе американски футбол, тенис и се занимава с театър. Записва се в Университета в Канзас, специалност право. Напуска колежа, за да стане актьор. Бакула се мести в Ню Йорк и участва в представления на Бродуей.
Прави телевизионния си дебют, като участва в реклами.
След успешното представяне на Бродуей, Бакула получава главната роля във фантастичния сериал Quantum Leap. В сериала Бакула играе доктор Самюъл Бекет, който е заклещен във времето, поради повреда в неговата машина на времето. Тази негова роля ще му спечели награда Златен глобус (и три номинации) и четири номинации за награда Еми за най-добър актьор. Ниските оценки на шоуто обаче водят до неговото спиране през 1993 г.
През 1998 г. играе ролята на бейзболист-ветеран във филма „Major League: Back to the Minors“, последната част от трилогията „Major League“.
Участва с малка роля в наградения с Оскар филм Американски прелести.
През 2001 г. Бакула получава ролята на капитан Джонатан Арчър във фантастичния сериал Стар Трек: Ентърпрайз.

## Личен живот
Скот Бакула се жени за Криста Нюман през 1981. Двойката има две деца, Челси (р. 1984), Коуди (р. 1991 – осиновен). Развеждат през 1995. През 1996 г. започва връзка с актрисата Челси Фийлд и двамата имат две деца: Уил (р. 1996) и Оуен (р. 1999).

## Факти
- Рок групата Sunspot записва песен, озаглавена „Скот Бакула“, която е включена в албума „Cynical“.
- В гимназията играе като куотърбек.

## Частична филмография
- I-Man (1986)
- Gung Ho (1986)
- My Sister Sam (1 епизод 1986)
- Designing Women (1986 – 1988)
- Matlock (2 епизода 1987)
- Eisenhower and Lutz (1988)
- Quantum Leap (1989 – 1993)
- Necessary Roughness (1991)
- Murphy Brown (14 епизода 1994 – 1996)
- Магьосникът (1995)
- Мистър и мисис Смит (1996)
- Котките не танцуват Дани (глас) (1997)
- Major League: Back to the Minors (1998)
- NetForce (1999)
- Американски прелести (1999)
- Стар Трек: Ентърпрайз (2001 – 2005)
- The New Adventures of Old Christine (2 епизода 2006)
- Blue Smoke (2007)
- American Body Shop (1 епизод, 2007)
- Адвокатите от Бостън (1 епизод, 2008)
- State of the Union (5 епизода, 2008)